# Kumaran Ganeshan
Kumaran Ganeshan (* 27. März 1983 in Berlin) ist ein ehemaliger deutscher Schauspieler und heutiger Psychiater.
Ganeshan wurde ab September 1998 mit der Rolle des Budhi Dondra in der Jugendserie Schloss Einstein bekannt. 2000 spielte er im Fernsehfilm Stubbe – Von Fall zu Fall: Blattschuss mit. Es folgten noch kleinere Einsätze in Fernsehproduktionen.
Inzwischen hat Ganeshan sich aus der Öffentlichkeit zurückgezogen. Er studierte nach dem Abitur Medizin und arbeitet als Psychiater in Würzburg.

## Filmografie
- 1998–2007: Schloss Einstein (Fernsehserie, 111 Folgen)
- 2000: Stubbe – Von Fall zu Fall: Blattschuss
- 2001: Küstenwache (Fernsehserie, eine Folge)
- 2003: Beach Boys – Rette sich wer kann
- 2004: Kleine Schwester